# Ninfeo di Egeria
Il ninfeo di Egeria è un monumento di Roma collocato nel Parco regionale dell'Appia antica, tra la via Appia e la via Latina, nella valle della Caffarella, lungo il corso del fiume Almone.
Il ninfeo, che comprendeva anche un boschetto sacro, era tra i più antichi e importanti di Roma antica.

## Storia

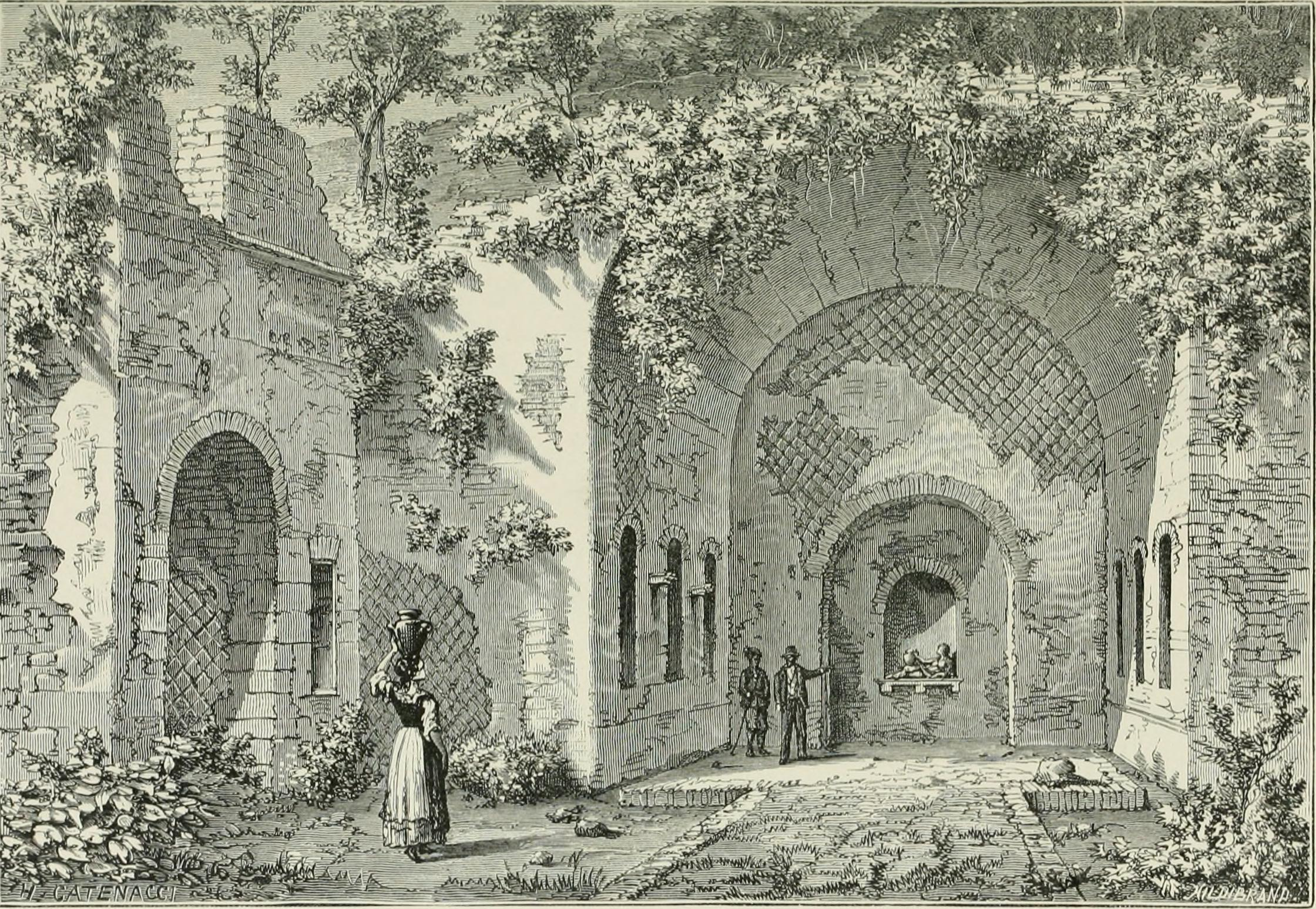
Il ninfeo in un'incisione del XIX secolo

Nella mitologia romana Egeria era una delle ninfe Camene. Secondo la leggenda fu consigliera (sulle leggi religiose e sulle riforme), amante e in seguito moglie del re Numa Pompilio. Quando Numa morì, Egeria si sciolse in lacrime, dando vita a una fonte, che divenne il suo luogo sacro, e che la tradizione identifica con la sorgente esistente presso la Porta Capena. Le sue acque erano destinate all'uso esclusivo delle Vestali.
Egeria era chiamata anche Camena, che significa cantante, vaticinatrice, e per questa ragione la valle in cui si trovava la fonte di Egeria era detta Vallis Camenarum. I colloqui tra la ninfa ed il re si svolgevano nella grotta nel Bosco delle Camene.
Nel II secolo d.C., quando Erode Attico, assolto dall'accusa dell'omicidio di sua moglie Annia Regilla, ristrutturò una vicina villa da lui ereditata, adattando la grande tenuta dal punto di vista paesaggistico, la grotta naturale fu convertita in una struttura chiusa coperta da volte con una struttura absidata, in cui fu posta, all'interno di una nicchia, una statua di Egeria; le superfici interne furono ornate con rivestimenti di marmo verde e bianco sulle pareti e porfido verde sul pavimento, con inserti a mosaico. La fonte originaria, una della dozzina di fonti che confluiscono nel fiume Almone, fu convogliata in alcuni grandi bacini, uno delle quali era noto con il nome di Lacus Salutaris.
Nel XIX secolo, il Nymphaeum, divenne luogo favorito per i picnic dei romani. Esso è tuttora visitabile all'interno del Parco della Caffarella.

## Descrizione
Il ninfeo e le altre costruzioni circostanti sono databili alla metà del II secolo d.C. sulla base della tipologia del materiale laterizio utilizzato nella costruzione. L'acqua sgorga dal lato posteriore, sotto una statua in posizione semisdraiata, ora senza testa, del dio Almone.